# St. Vitus (Bokeloh)

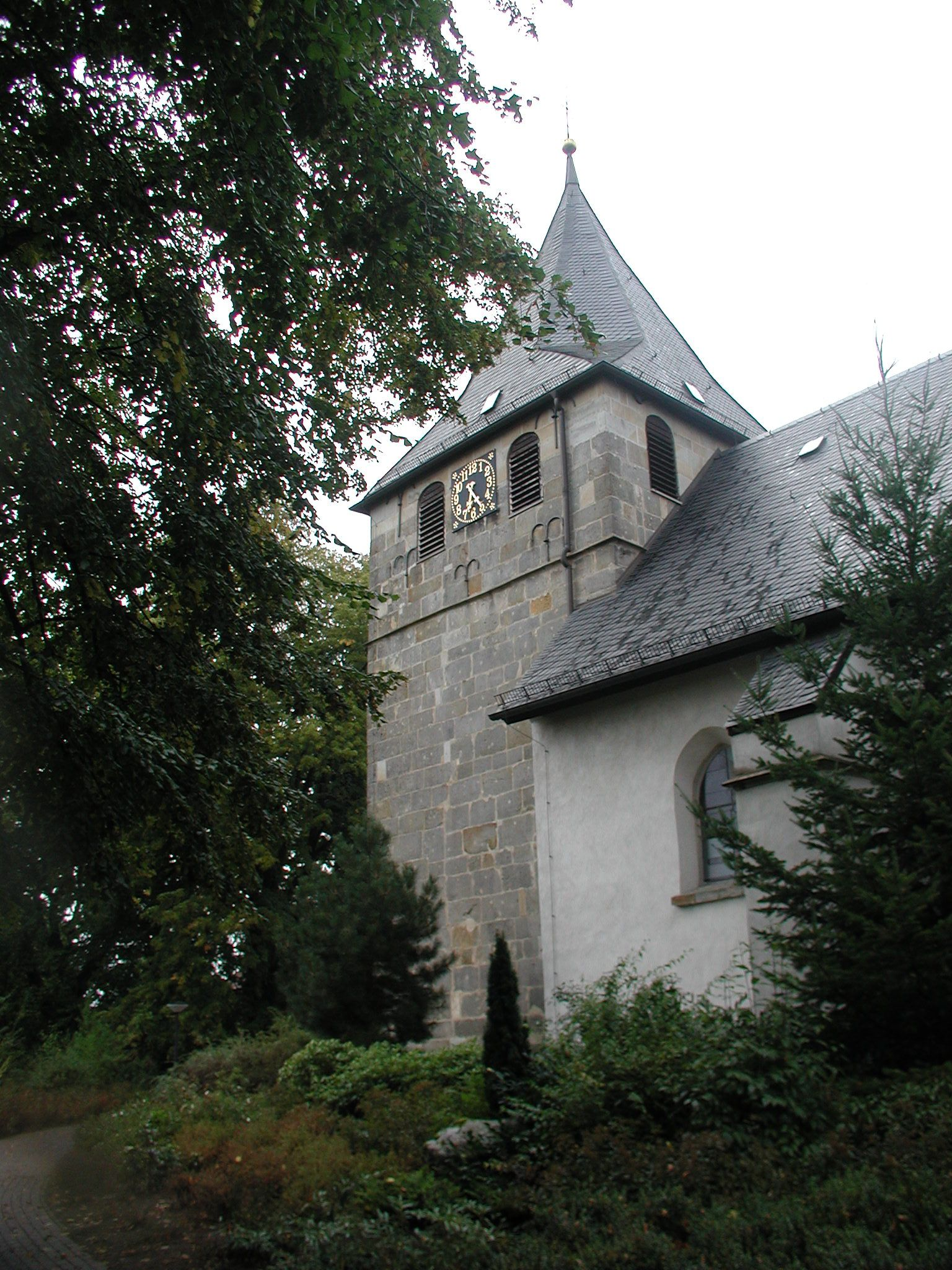
Katholische Kirche St. Vitus in Meppen-Bokeloh

St. Vitus ist eine katholische Kirche in der niedersächsischen Kreisstadt Meppen im Landkreis Emsland. Sie geht auf das 10. Jahrhundert zurück. Die Kirche, gelegen Am Kirchberg 1, steht unter Denkmalschutz. Ihr Patron ist der Heilige Veit, Mitpatronin ist Heilige Katharina.

## Geschichte und Baugestaltung
Die Kirche St. Vitus steht am Ufer des Flusses Hase im Ortsteil Bokeloh. Sie wurde mehrfach umgebaut und renoviert.

### Vorgeschichte und romanische Kirche
Die ursprüngliche Kirche wurde entweder am Fest „Maria Himmelfahrt“ im Jahr 948 n. Chr. von Bischof Dodo I.,  oder durch Bischof Dodo II. vor dem Jahr 996 n. Chr., beide aus Osnabrück, geweiht. Zuvor kann dort schon eine Holzkirche gestanden haben, die als Missionsstandpunkt gedient haben soll.
Von der romanischen Kirche sind die östlichen Kirchenmauern, bestehend aus Findlingen und Raseneisenstein, mit einer Breite von ca. 1,40 Meter erhalten.

### Umbauten und Renovierungen
Im Jahr 1462 n. Chr. wurde ein gotischer gewölbter 5/8-Chor angebaut, bestehende kleine Rundbogenfenster im Stil der Gotik breiter gestaltet, und um 1500 das Kirchenschiff mit einem ebenfalls gotischen Gewölbe versehen. Der Kirchturm stammt aus dem Jahr 1512 n. Chr. Dessen Turmhelm stürzte 1811 ein und zerstörte das Gewölbe des Kirchenschiffs. Als Ersatz wurde eine flache Muldendecke errichtet.
Erste Renovierungen fanden in den Jahren 1901–1903, 1973 und 1985 statt, der Altarraum wurde 1968 geändert. Ab 1991 erfolgten grundlegende Umbauarbeiten, das Gewölbe des Kirchenschiffes wurde wieder in gotischer Gestalt gebaut und bis 1994 eine Innenrenovierung durchgeführt. Der Einbau neuer Fenster beendete 1998 die Arbeiten. Am 15. August 1998, dem 1050. Jubiläum der Weihe der Kirche, konsekrierte der Bischof von Osnabrück Franz-Josef Bode den Altar und segnete den Ambo.

### Nutzung
St. Vitus dient, neben der neueren Pfarrkirche St. Ludger, als Pfarrkirche für die 1950 Katholiken der Pfarrei (Stand 2011). Die Kirche verfügt über ca. 270 Sitzplätze.  In der Regel ist die Kirche St. Vitus täglich von 8.00 bis 18.00 Uhr geöffnet.

## Glocken und Orgel
Der Kirchturm ist mit drei Glocken ausgestattet: eine ais'-Glocke von 1903 der Glockengießerei Otto, Hemelingen/Bremen aus Bronze und zwei Glocken, fis' und gis', 1957 vom Bochumer Verein aus Stahl. Otto hatte 1903 drei Bronzeglocken geliefert, von denen aber die beiden größeren in den beiden Weltkriegen des vergangenen Jahrhunderts eingeschmolzen wurden.
Die aus dem Jahr 1845 stammende Orgel der Orgelbauer F. Wenthin & W. Meese, Tecklenburg, wurde in den Jahren 1989 bis 1994 grundlegend renoviert.

## Kunstwerke
Erhalten sind ein ehemaliges Sakramentenhäuschen aus dem Jahr 1462 n. Chr., ein Katharinen-Epitaph von 1678 n. Chr., ein Vesperbild an der Außenwand des Chores aus dem 17. Jahrhundert und mehrere Gemälde.

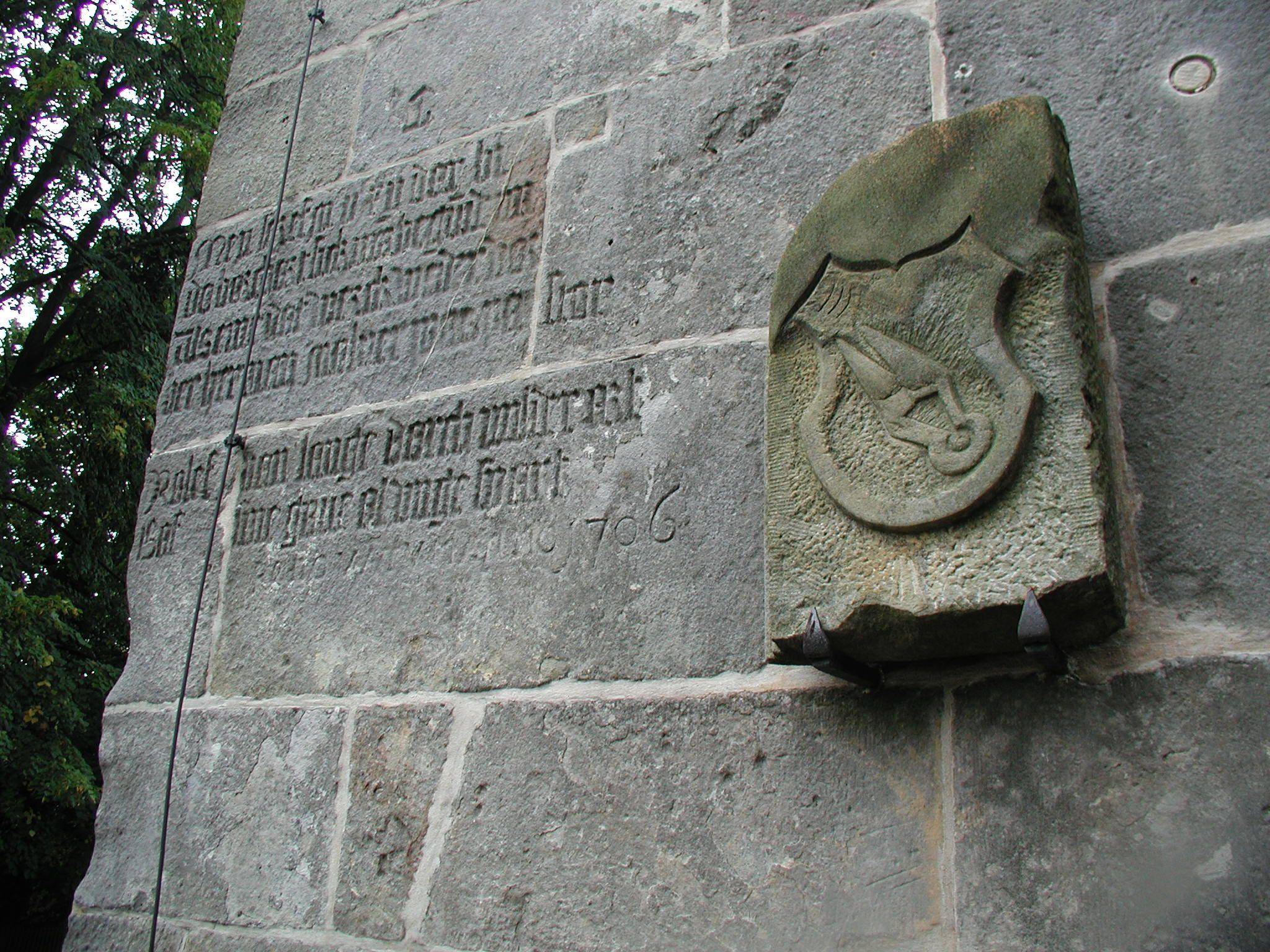
Sankt Vitus, Detail
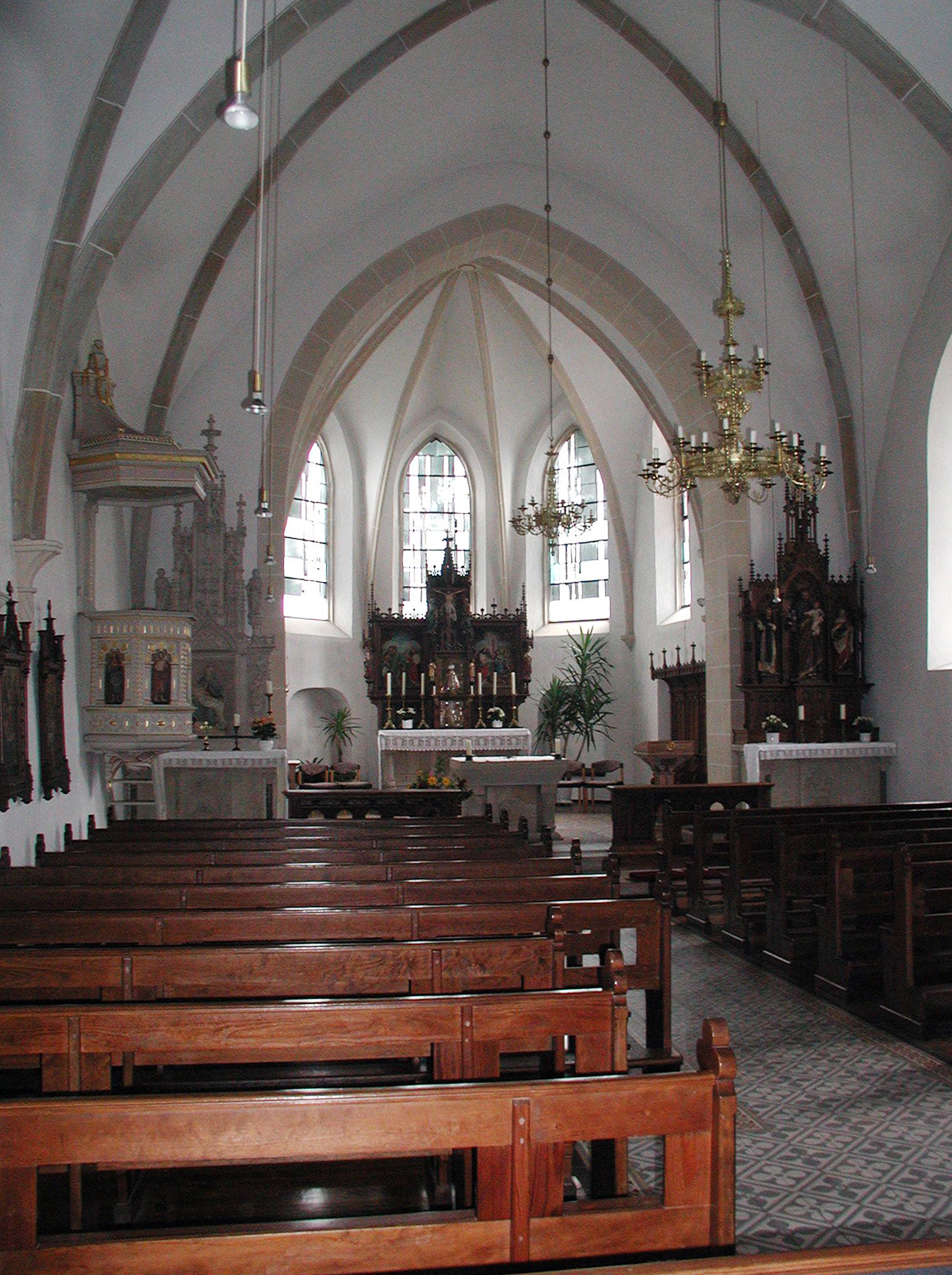
Sankt Vitus, 1462, Anbau des gotischen Chorraums
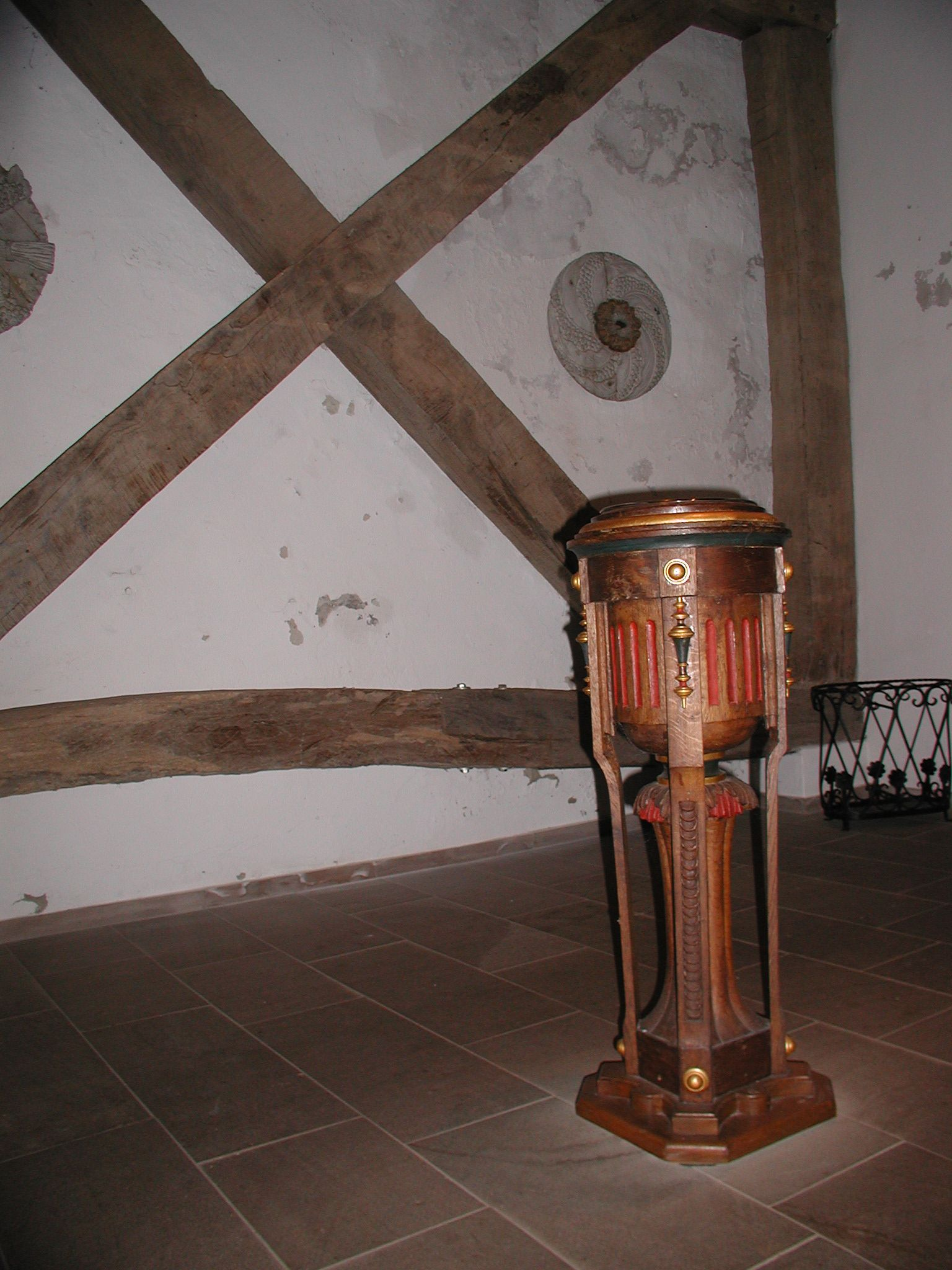
Sankt Vitus, Weihwasserbecken